# Brotbrechen

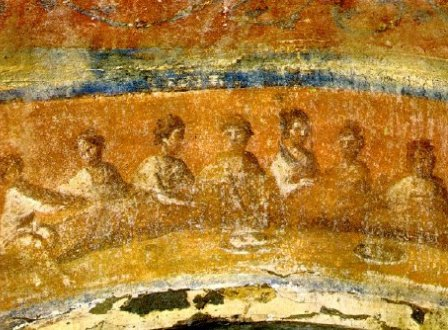
Fractio panis, Darstellung des frühchristlichen Brotbrechens in der griechischen Kapelle der Priscillakatakomben in Rom.

Das Brotbrechen ist eine alte Sitte im Nahen Osten zu Beginn einer Mahlzeit. Zuweilen wird es deswegen auch mit dem Essen selbst gleichgesetzt.
Im christlichen Kontext ist es wie die Handauflegung außerdem eine frühchristliche gemeinschaftlich-festliche Handlung, die auch Jesus Christus gemäß dem Neuen Testament durchgeführt haben soll. Es gibt begriffliche Überschneidungen zur Eucharistie. Zwar ist nicht jedes biblische Brotbrechen Eucharistie, aber das Wort Brotbrechen wird in einigen christlichen Freikirchen, so zum Beispiel in vielen Gemeinden der Brüderbewegung, als Synonym für den Abendmahlsgottesdienst verwendet.

## Judentum

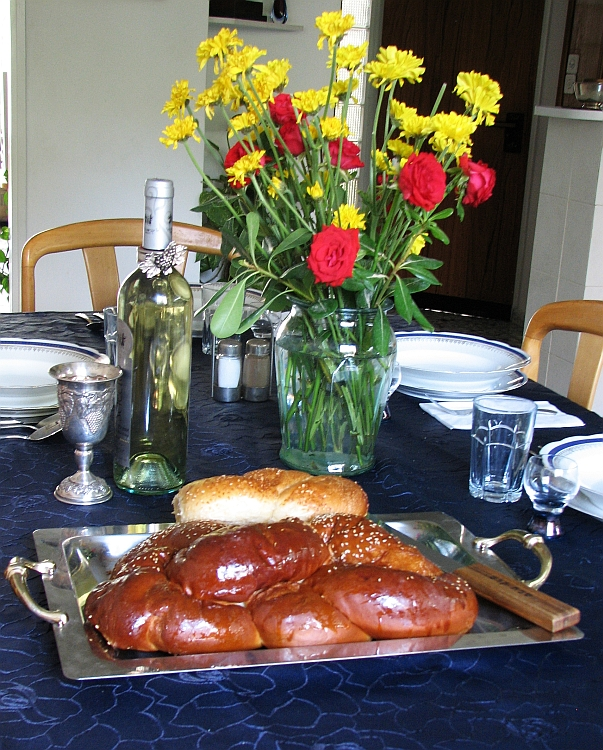
Vorbereiteter Tisch für den Kiddusch am Schabbat mit Wein und Challa

Brotbrechen ist im Orient der Vorgang, der am Beginn einer Mahlzeit stattfindet, also ein Signal des Ranghöchsten, dass man mit dem Essen beginnt.
Dennoch sei nach Leonhard (2016) der Begriff ‚Brotbrechen‘ im Tanach als eine spezifische Sprachwendung nicht vorhanden. Demzufolge haben sich die Rabbinen mit dem Begriff in seinen literarischen Traditionen nicht auseinandergesetzt und es habe auch keinen Grund geben, ihre eigenen Rituale nach literarischen Vorbildern zu repristinieren, das heißt wiederaufleben zu lassen. In seiner Untersuchung, in den Konkordanzen zu den älteren rabbinischen Texten konnte er ferner zeigen, dass dem Begriff des ‚Brotbrechens‘ keine Funktion als geprägte Metonymie für ein „Mahlhalten“ zukommt.
In der hebräischen Bibel bzw. dem Alten Testament ist dies ein gängiger Brauch:
- dein Brot dem Hungrigen zu brechen (Jes 58,7 EU)
- Und man wird ihnen nicht Brot brechen bei der Trauer, um jemanden wegen eines Toten zu trösten, noch wird man sie den Becher des Trostes trinken lassen wegen jemandes Vater und wegen jemandes Mutter (Jer 16,7 EU, vgl. auch Klgl 4,4 EU).

Brotbrechen ist dabei nicht nur gemeinschaftsbildend, es ist auch segenstiftend, denn über das Brot wird ein Segen gesprochen (Bracha,  hebräisch ברכה). So etwa phonetisch:  Baruch ata adonai, elohenu melech ha'olam, hamozi lechem min haaretz. „Gelobt seist Du, Ewiger, unser Gott, König der Welt, der die Erde Brot hervorbringen lässt.“
Wer von dem Brot bekommen hat, hat Anteil an dem Segen, gehört also gewissermaßen in die Segensgemeinschaft.
Brotbrechen ist eine typische Handlung im Zusammenhang mit der Kiddusch-Feier und dem Sedermahl am Pessachfest.

## Christentum

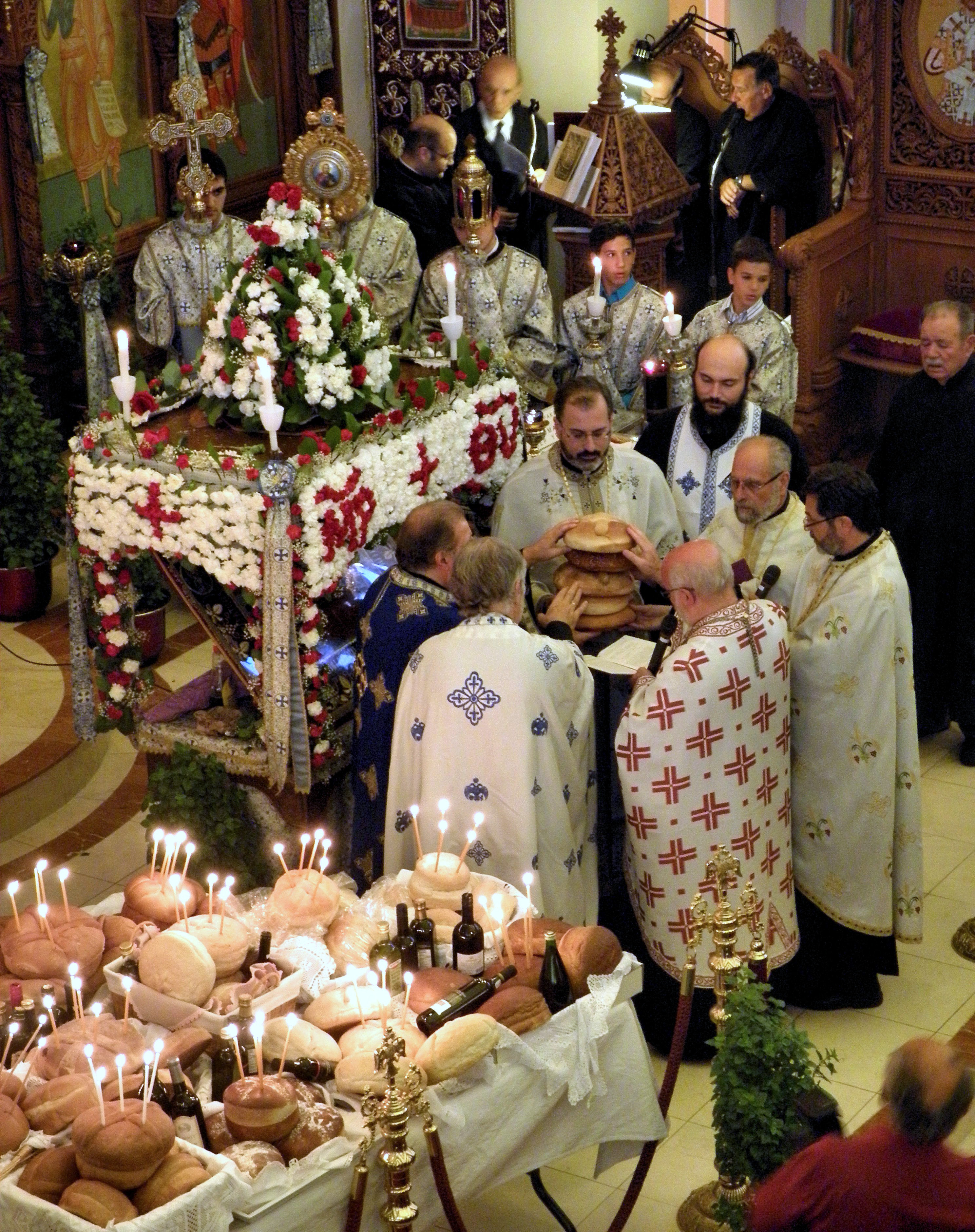
Artoklasia (Brechen des Brotes) beim Fest der Entschlafung Mariens. Die fünf Brotlaibe erinnern an die Speisung der Fünftausend.

Beim letzten Abendmahl Jesu am Vorabend des Passahfestes, bevor er verraten wurde, brach Jesus das Brot und stiftete das Mahl als Zeichen seiner bleibenden Gegenwart: „Jesus, der Herr, nahm in der Nacht, in der er ausgeliefert wurde, Brot, sprach das Dankgebet, brach das Brot und sagte: Das ist mein Leib für euch. Tut dies zu meinem Gedächtnis!“ (1 Kor 11,23–24 ) Ähnlich verfuhr er mit dem Wein. Der Überlieferung nach befolgten die Jünger schon kurz nach dem Tod und der Auferstehung Jesu diese Anweisung und empfanden den Ritus des Brotbrechens als Möglichkeit der Teilhabe am „sakramentalen Brot“ des Leibes Christi (1 Kor 10,16 ).
Auch andere neutestamentliche Erzählungen wurden nach dem Muster des Brotbrechens beim Abendmahl gestaltet. In Mt 15,36  heißt es: „Und er nahm die sieben Brote und die Fische, sprach das Dankgebet, brach die Brote und gab sie den Jüngern, und die Jünger verteilten sie an die Leute.“ (vgl. Mk 8,6 ; Mt 14,19 , Lk 9,16 . Die Emmausjünger, die nicht zu den Zwölf Aposteln gehörten, erkannten ihren Herrn am Brotbrechen (Lk 24,30 )).
Das Brechen der konsekrierten Hostie gehört zum Ritus der heiligen Messe und wird als Fortsetzung der Handlung verstanden, die Jesus beim letzten Mahl mit seinen Jüngern vollzogen hatte.

## Frühe Kirche
In der Apostelgeschichte finden sich Berichte über das frühchristliche Brotbrechen.
- Apg 2,46–47 EU: Tag für Tag verharrten sie einmütig im Tempel, brachen in ihren Häusern das Brot und hielten miteinander Mahl in Freude und Einfalt des Herzens. Sie lobten Gott und waren beim ganzen Volk beliebt.
- Apg 2,42 EU: Sie hielten an der Lehre der Apostel fest und an der Gemeinschaft, am Brechen des Brotes und an den Gebeten.
- Apg 20,7 EU: Als wir am ersten Wochentag versammelt waren, um das Brot zu brechen, redete Paulus zu ihnen, denn er wollte am folgenden Tag abreisen; und er dehnte seine Rede bis Mitternacht aus.

Weitere neutestamentliche Bibelstellen zum Brotbrechen: Apg 27,35 , Apg 20,11 .
Diese Berichte beziehen sich vermutlich auf das Liebesmahl (Agape, Jud 12 ) der Christen. Die Eucharistie war ursprünglich ein Bestandteil dieses Liebesmahles (1 Kor 11,20–34 ). Erst die Intervention des Apostels Paulus aufgrund der korinthischen Missstände leitete hier eine Trennung ein (1. Korinther 11,34: „Wer Hunger hat, soll zu Hause essen...“).
Auch noch die Didache und Ignatius von Antiochien sprechen von der Aufforderung, am Sonntag das Brot zu brechen. Der Begriff findet sich auch als Ausdruck für das Abendmahl in den Schleitheimern Artikeln der reformatorischen Täuferbewegung. Ansonsten konnte sich der Begriff Brotbrechen aber nicht als Bezeichnung für die Heilige Messe durchsetzen.